# Need for Speed: Hot Pursuit 2
A Need for Speed: Hot Pursuit 2 egy autóversenyzős videójáték, az Electronic Arts által fejlesztett Need for Speed-sorozat hatodik része. 2002-ben jelent meg Windowsra és konzolokra.
A Hot Pursuit 2 zárja le a Need for Speed első, „klasszikus” korszakát. A következő résztől a sorozat sima közúti versenyzés helyett az éjszakai illegális versenyek tuner szubkultúrájára helyezi a hangsúlyt.

## Fejlesztése
Ebben az időszakban a PlayStation 2 volt a vezető konzol, így az Electronic Arts nagy hangsúlyt fektetett a PS2-es változatra, és a korábban NHL játékokat fejlesztő Black Box stúdiót kérte fel, hogy készítsék el azt. A Windows, Xbox, és GameCube változatokat az EA Seattle fejlesztette. Ez volt az utolsó Need for Speed, melyen az EA Seattle dolgozott; a következő években a Black Box lett a sorozat fő fejlesztője. A pályák megegyeznek mindkét verzióban, viszont a Black Box változat nagyobb árkád élményt nyújtott, a rendőrök agresszívabbak; grafikailag is szebb kiadást produkáltak.
Ettől a résztől kezdve az Electronic Arts már nem alkalmazott belső zeneszerzőket, hanem neves előadóktól licencelte a zenét. A játék zenéje főleg rock, kisebb mértékben rap, punk, és elektronikus.

## Leírása
Mint neve is mutatja, a játék az 1998-as Need for Speed III: Hot Pursuit utódjának tekinthető: a Porsche Unleashed kitérője után visszatérnek a luxussportautók és a rendőri üldözések. Akárcsak elődjében, ebben a játékban is a letartóztatást elkerülve kell közutakon (voltaképpen közutakat idéző pályákon) mások ellen versenyezni, vagy pedig rendőrként lefülelni a gyorshajtókat. A rendőrök különböző taktikákat alkalmaznak a gyorshajtók megállítására (szöges útzárak, úttorlaszok), és helikopter is segíti őket.
A játékban több, mint 20 autó és 12 pálya van (ezeket négy környezetre osztották: trópusi, mediterrán, erdei, hegyvidéki). A legtöbb autó és pálya csak bajnokságok (campaign) teljesítése után lesz elérhető.
A korábbi részekhez képest a Hot Pursuit 2 lebutított: egyszerű árkád versenyjáték, melyben nincs részletes tuning vagy törésmodell, nincsenek napszakok és időjárás; sőt, még belső nézetük sincs az autóknak.

## Fogadtatása
A játék közepes és jó értékeléseket kapott. A kritikusok a grafikát, hangzást, és a játékélményt dicsérték, bár egy méltató megjegyezte, hogy a Hot Pursuit 2 nem ér fel az eredeti Hot Pursuit hangulatával.